# 마쓰다이라 스케토시
마쓰다이라 스케토시(일본어: 松平資俊, 1660년 ~ 1723년 8월 14일)는 에도 시대 전기부터 중기까지의 하타모토, 다이묘이다. 히타치 가사마번 제2대 번주, 도토미 하마마쓰번 초대 번주를 지냈다. 혼조 마쓰다이라가 제2대 당주. 다테바야시번 소샤반이었던 하타모토 혼조 무네스케의 차남으로 태어났다.
| 전임 혼조 무네스케 | 제2대 가사마번 번주 (혼조가) 1699년 ~ 1702년 | 후임 이노우에 마사미네 |

| 전임 아오야마 다다시게 | 제1대 하마마쓰번 번주 (혼조가, 혼조 마쓰다이라가) 1702년 ~ 1723년 | 후임 마쓰다이라 스케쿠니 |